# Pré-Nectarien

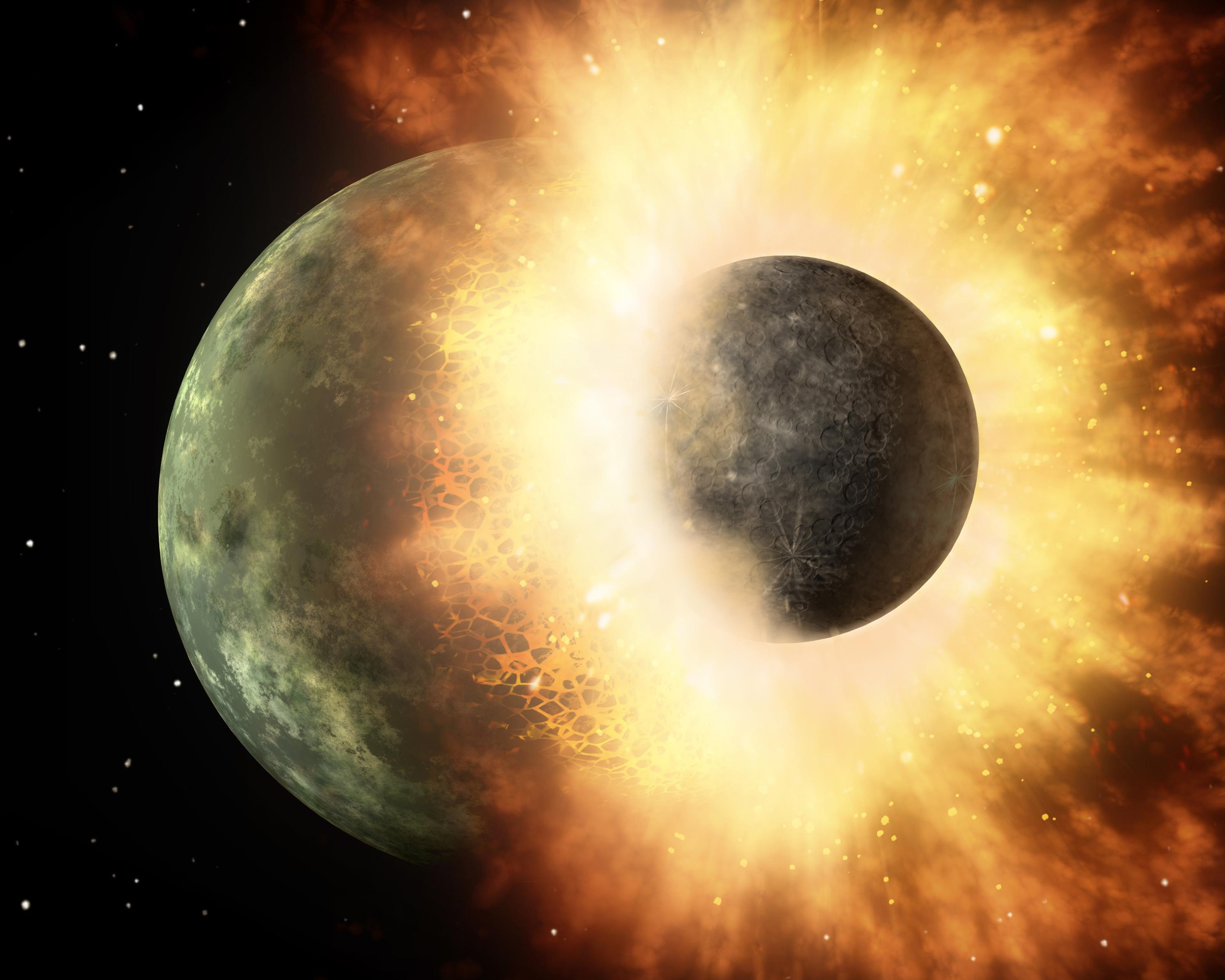
Une vue d'artiste de la collision d'un planétoïde avec un astre de la taille de Mercure, qui permettra la formation de la Terre et de la Lune. La période pré-nectarienne commence à cette période.

Le Pré-Nectarien est une période géologique de la Lune qui s'étend de −4 550 millions d'années (date de la formation de la Lune) à −3 920 millions d'années, lorsque le grand bassin Mare Nectaris a été formé par les impacts du grand bombardement tardif qui fait approximativement la liaison avec l'ère suivante, le Nectarien. 
Les roches pré-nectariennes sont rares dans les collections d'échantillons lunaires ; il s'agit le plus souvent de roches fortement choquées, brêchées et thermiquement affectées consécutivement aux impacts. Il s'agit le plus souvent de roches de type anorthosite, ce qui suggère que le premier stade de formation de la croûte lunaire a consisté en la cristallisation d'un océan de magma. 
Cette période géologique est subdivisée en Cryptic and Basin Groups 1-9 mais ces divisions ne sont pas utilisées sur toutes les cartes géologiques de la Lune.